# 셀레스타
셀레스타(프랑스어: Sélestat, 독일어: Schlettstadt 슐레트슈타트[*])는 프랑스 알자스 바랭주에 위치한 도시로 면적은 44.40km2, 인구는 19,332명(2013년 기준), 인구 밀도는 440명/km2이다.
일강과 접하며 라인강, 독일 국경에서 17km 정도 떨어진 곳에 위치한다. 알자스 스트라스부르, 뮐루즈 다음으로 큰 코뮌이다.

## 인구
| 연도 | 인구   | ±%     |
| ---- | ------ | ------ |
| 1793 | 6,907  | —      |
| 1821 | 9,070  | +31.3% |
| 1841 | 8,634  | −4.8%  |
| 1861 | 10,184 | +18.0% |
| 1881 | 8,979  | −11.8% |

| 연도 | 인구   | ±%     |
| ---- | ------ | ------ |
| 1901 | 9,336  | +4.0%  |
| 1921 | 9,943  | +6.5%  |
| 1946 | 10,722 | +7.8%  |
| 1962 | 13,818 | +28.9% |
| 1975 | 15,248 | +10.3% |

| 연도 | 인구   | ±%     |
| ---- | ------ | ------ |
| 1990 | 15,538 | +1.9%  |
| 1999 | 17,172 | +10.5% |
| 2007 | 19,303 | +12.4% |
| 2012 | 19,397 | +0.5%  |
| 2017 | 19,252 | −0.7%  |

## 자매 도시
- 벨기에 몽티니쉬르상브르
- 독일 발트키르히
- 스위스 그렌헨
- 오스트리아 도른비른

## 같이 보기
- 데카폴